# اخشان (آيت سعيد أوكيسعدت)
اخشان هو دُوَّار يقع بجماعة آيت اوقبلي، إقليم أزيلال، جهة بني ملال خنيفرة في المملكة المغربية. ينتمي الدوّار لمشيخة آيت سعيد أوكيسعدت التي تضم 4 دواوير. يقدر عدد سكانه بـ 197 نسمة حسب الإحصاء الرسمي للسكان والسكنى لسنة 2004.

## روابط خارجية
- البوابة الوطنية للجماعات الترابية
- المندوبية السامية للتخطيط